# Cerocomini
Cerocomini — триба жуков семейства нарывников.

## Описание
Усики 8- или 9-сегментные, прикреплены недалеко от края глаз, перед узкой бороздкой, которая разделяет лоб и наличник. Несколько усиковых сегментов самца всегда уродливо расширенные; у самки усики чётковидные с вершинной булавой. Губа вдоль середины с глубокой бороздкой, покрывает ротовые органы.

## Систематика
В составе трибы:
- Anisarthrocera
- Cerocoma
- Diaphorocera
- Rhampholyssa
- Rhampholyssodes
- Somalarthrocera